# Supersimmetria
In fisica delle particelle la supersimmetria (o SUSY dall'inglese super symmetry) è una teoria che individua una simmetria secondo la quale ad ogni fermione e ad ogni bosone corrispondono rispettivamente un bosone e un fermione di uguale massa.
Fu sviluppata negli anni settanta del novecento dal gruppo di ricercatori di Jonathan Segal presso il MIT e contemporaneamente da Daniel Laufferty della Tufts University e dai fisici teorici sovietici Izrail' Moiseevič Gel'fand e Likhtman. È nata nel contesto delle teorie delle stringhe, nella quale ha come conseguenza che i modi di vibrazione delle stringhe che danno origine a fermioni e bosoni si presentano obbligatoriamente in coppie.
La sua struttura matematica è stata successivamente applicata con successo ad altre aree della fisica, dalla meccanica quantistica alla statistica classica ed è ritenuta parte fondamentale di numerose teorie fisiche.
Sono stati condotti numerosi esperimenti, che non sono riusciti a fornire prove dell'esistenza della supersimmetria in natura. Allo stato, la sua esistenza è quindi basata solo su considerazioni teoriche, come quella di una possibile soluzione di alcuni problemi che affliggono il Modello standard, in particolare quello della gerarchia.

## Considerazioni generali
In fisica teorica e fisica matematica una teoria supersimmetrica è una teoria nella quale le equazioni per la forza e le equazioni per la materia sono identiche: qualunque teoria con questa proprietà possiede il principio di supersimmetria (SUSY). Nella fisica delle particelle, la supersimmetrie è una simmetria spazio-temporale tra le due classi di particelle dei bosoni, che hanno spin intero e seguono la statistica di Bose-Einstein, e dei fermioni, che hanno spin semi-intero e seguono la statistica di Fermi-Dirac; ovvero, ciascuna particella appartenente alla classe dei fermioni ha una particella associata appartenente alla classe dei bosoni, e viceversa, definita come superpartner. I nomi dei partner bosonici dei fermioni sono preceduti dal prefisso -s perché sono particelle scalari. Ad esempio, se esistesse l'elettrone in una teoria supersimmetrica, allora dovrebbe esistere una particella chiamata selettrone, il partner bosonico dell'elettrone.
Lo spin del superpartner di una particella differisce per {\displaystyle 1/2}. Nelle più semplici teorie di supersimmetria, con supersimmetria perfettamente "non rotta", ogni coppia di superpartner condividerebbe la stessa massa e gli stessi numeri quantici interni oltre allo spin. Altre teorie di supersimmetria più complesse sono invece caratterizzate da una rottura spontanea di supersimmetria, permettendo ai superpartner di avere masse diverse rispetto alla propria particella associata.
Poiché le particelle supersimmetriche non sono ancora state osservate, la supersimmetria, se esiste nel mondo fisico reale, deve necessariamente essere una simmetria rotta, così da permettere a tali particelle di essere più massive di quelle corrispondenti del Modello standard ed essere perciò sfuggite finora al riscontro sperimentale. Si sperava al riguardo che il Large Hadron Collider potesse assolvere al compito di confermare o confutare la teoria, ma pur non essendo emersi ad oggi dati a favore, gli ultimi sviluppi della teoria non escludono che le particelle supersimmetriche possano emergere a energie ancora superiori.  

## Terminologia
| Alcune coppie | Alcune coppie                   | Alcune coppie | Alcune coppie                   |
| Particella    | Spin                            | Partner       | Spin                            |
| ------------- | ------------------------------- | ------------- | ------------------------------- |
| Elettrone     | {\displaystyle {\tfrac {1}{2}}} | Selettrone    | 0                               |
| Quark         | {\displaystyle {\tfrac {1}{2}}} | Squark        | 0                               |
| Neutrino      | {\displaystyle {\tfrac {1}{2}}} | Sneutrino     | 0                               |
| Gluone        | 1                               | Gluino        | {\displaystyle {\tfrac {1}{2}}} |
| Fotone        | 1                               | Fotino        | {\displaystyle {\tfrac {1}{2}}} |
| Bosone W      | 1                               | Wino          | {\displaystyle {\tfrac {1}{2}}} |
| Bosone Z      | 1                               | Zino          | {\displaystyle {\tfrac {1}{2}}} |
| Gravitone     | 2                               | Gravitino     | {\displaystyle {\tfrac {3}{2}}} |

Le coppie di particelle sono state battezzate partner supersimmetrici e vengono chiamate appunto spartner, superpartner, o sparticelle. Più precisamente:
- per i partner supersimmetrici dei fermioni si aggiunge una "s" davanti al nome del fermione (ad esempio, il partner dell'elettrone si chiama selettrone);[11]
- per i partner supersimmetrici dei bosoni, al suffisso "one" si sostituisce "ino", (ad esempio il partner del gluone si chiama gluino).[3]

Inoltre il superpartner di una particella con spin {\displaystyle s} ha spin {\displaystyle s-1/2}. 
La carica associata (ossia il generatore) di una trasformazione di supersimmetria viene detta supercarica.

## Supercarica
Una supercarica è un generatore di una trasformazione di supersimmetria. Le supercariche (generalmente indicate con il simbolo Q) sono operatori che trasformano stati bosonici in stati fermionici e viceversa. Dal momento che le supercariche trasformano stati con spin semi-intero in stati con spin intero e viceversa, esse hanno carattere fermionico e pertanto sono rappresentate da operatori spinoriali.
Le supercariche commutano con l'operatore hamiltoniano H:
{\displaystyle \left[{\hat {Q}},{\hat {H}}\right]=0}

## L'algebra di supersimmetria
In fisica teorica, un'algebra di supersimmetria (o un'algebra SUSY) è un'algebra di simmetria che incorpora la supersimmetria, ovvero una relazione tra bosoni e fermioni. In un mondo supersimmetrico, ogni bosone ha un fermione partner di pari massa a riposo e ogni fermione ha un bosone partner di pari massa a riposo. 
I campi bosonici commutano, mentre i campi fermionici anticommutano; al fine di mettere in relazione i due tipi di campi in un'unica algebra, si fa uso dell'introduzione di un'algebra graduata in base alla quale si richiede che gli elementi pari siano bosoni e gli elementi dispari siano fermioni. Una tale algebra è chiamata superalgebra di Lie graduata. 
D'altra parte, il teorema spin-statistica dimostra che i bosoni hanno spin intero, mentre i fermioni hanno spin semi-intero. Di conseguenza, gli elementi dispari in un'algebra di supersimmetria è necessario che abbiano spin semi-intero che è in contrasto con le più tradizionali simmetrie in fisica classica. 
Nelle simmetrie fisiche che sono associate ad un'algebra di Lie si possono costruire le loro rappresentazioni, così si possono avere anche delle rappresentazioni di una superalgebra Lie. Come ogni algebra di Lie è legata ad un gruppo di Lie, così allo stesso modo ogni superalgebra di Lie è legata ad un supergruppo di Lie. 

### Algebra di super-Poincaré
L'algebra di Super-Poincaré è un'estensione dell'algebra di Poincaré che include la supersimmetria e permette l'analisi delle relazioni tra bosoni e fermioni. 
La più semplice estensione supersimmetrica dell'algebra di Poincaré contiene due spinori di Weyl che soddisfano alla seguente relazione di anti-commutazione: 
{\displaystyle \{Q_{\alpha },{\bar {Q}}_{\dot {\beta }}\}=2{\sigma ^{\mu }}_{\alpha {\dot {\beta }}}P_{\mu }}
e a tutte le altre relazioni di anti-commutazione fra le {\displaystyle Q_{\alpha }}, mentre le relazioni di commutazione tra le {\displaystyle Q_{\alpha },} e le {\displaystyle P_{\mu }} sono nulle. In questa espressione i {\displaystyle P_{\mu }} sono i generatori delle traslazioni, le {\displaystyle \sigma ^{\mu }} sono le matrici di Pauli e le {\displaystyle Q_{\alpha }} sono le supercariche ovvero sono i generatori di una trasformazione di supersimmetria.